# Heterocampa mucorea
Heterocampa mucorea är en fjärilsart som beskrevs av Herrich-Schäffer 1856. Heterocampa mucorea ingår i släktet Heterocampa och familjen tandspinnare. Inga underarter finns listade i Catalogue of Life.